# Chrysopsidinae
Chrysopsidinae je podtribus glavočika,  dio tribusa Astereae. Postoji osam rodova; tipičan je krizopsis (Chrysopsis) iz Sjeverne Amerike.

## Rodovi
1. Pityopsis Nutt. (12 spp.)
2. Bradburia Torr. & A. Gray (2 spp.)
3. Chrysopsis (Nutt.) Elliott (10 spp.)
4. Noticastrum DC. (20 spp.)
5. Croptilon Raf. (3 spp.)
6. Heterotheca Cass. (70 spp.)
7. Osbertia Greene (3 spp.)
8. Tomentaurum G. L. Nesom (2 spp.)